# Scorțeni (Bacău)
Scorţeni è un comune della Romania di 3 146 abitanti, ubicato nel distretto di Bacău, nella regione storica della Moldavia.
Il comune è formato dall'unione di 6 villaggi: Bogdănești, Grigoreni, Florești, Scorteni, Șerpeni, Stejaru.